# Lommel
Lommel là một đô thị ở tỉnh Limburg. Tại thời điểm ngày 1 tháng 1 năm 2006,  Lommel có tổng dân số 31.898 người. Tổng diện tích là 102,37 km² với mật độ dân số 312 người trên mỗi km².
Lutlommel, một trong 10 làng của Lommel, nổi tiếng với nhiều điểm khảo cổ và có cát trắng mịn.